# Rajd Monte Carlo 2001
Rezultaty Rajdu Monte Carlo (69ème Rallye Automobile de Monte-Carlo), eliminacji Rajdowych Mistrzostw Świata w 2001 roku, który odbył się w dniach 19–21 stycznia. Była to pierwsza runda czempionatu w tamtym roku i pierwsza asfaltowa, a także pierwsza w Production World Rally Championship. Bazą rajdu było miasto Monte Carlo. Zwycięzcami rajdu została fińska załoga Tommi Mäkinen i Risto Mannisenmäki w Mitsubishi Lancerze Evo VI. Wyprzedzili oni hiszpańską załogę Carlosa Sainza i Luísa Moyę w Fordzie Focusie WRC oraz Francuzów François Delecoura i Daniela Grataloupa, także w Fordzie Focusie WRC. Z kolei w Production WRC zwyciężyła szwajcarsko-francuska załoga Olivier Gillet i Freddy Delorme, jadący Mitsubishi Lancerem Evo VI.
Rajdu nie ukończyło ośmiu kierowców fabrycznych. Kierowca Peugeota 206 WRC Fin Marcus Grönholm odpadł na 2. odcinku specjalnym z powodu awarii pompy wody. Jego partnerzy z zespołu Francuz Didier Auriol i Gilles Panizzi zrezygnowali z jazdy odpowiednio na 4. i 3. odcinku specjalnym na skutek uszkodzeń auta po wypadku. Kierowca Forda Focusa WRC Brytyjczyk Colin McRae odpadł na tym 12. oesie, również na skutek awarii przepustnicy. Rajdu nie ukończyło trzech kierowców fabrycznego Subaru Imprezy WRC. Brytyjczyk Richard Burns i Estończyk Markko Märtin odpadli na skutek problemów z układem elektrycznym. Z kolei Norweg Petter Solberg miał wypadek na 5. oesie. Kierowca Hyundaia Accenta WRC Włoch Piero Liatti zrezygnował z jazdy na 1. oesie z powodu awarii silnika.

## Klasyfikacja ostateczna
| Miejsce                     | Zawodnik                  | Pilot                     | Samochód                     | Czas                      | Strata                    | Grupa                     | Punkty                    |
| WRC (pierwsza dziesiątka)   | WRC (pierwsza dziesiątka) | WRC (pierwsza dziesiątka) | WRC (pierwsza dziesiątka)    | WRC (pierwsza dziesiątka) | WRC (pierwsza dziesiątka) | WRC (pierwsza dziesiątka) | WRC (pierwsza dziesiątka) |
| --------------------------- | ------------------------- | ------------------------- | ---------------------------- | ------------------------- | ------------------------- | ------------------------- | ------------------------- |
| 1.                          | Tommi Mäkinen             | Risto Mannisenmäki        | Mitsubishi Lancer Evo VI     | 4:38:04.3                 |                           | A8 M                      | 10                        |
| 2.                          | Carlos Sainz              | Luís Moya                 | Ford Focus WRC               | 4:39:05.1                 | +1:00.8                   | A8 M                      | 6                         |
| 3.                          | François Delecour         | Daniel Grataloup          | Ford Focus WRC               | 4:40:09.6                 | +2:05.3                   | A8                        | 4                         |
| 4.                          | Armin Schwarz             | Manfred Hiemer            | Škoda Octavia WRC            | 4:40:30.3                 | +2:26.0                   | A8 M                      | 3                         |
| 5.                          | Toni Gardemeister         | Paavo Lukander            | Peugeot 206 WRC              | 4:43:56.4                 | +5:52.1                   | A8                        | 2                         |
| 6.                          | Freddy Loix               | Sven Smeets               | Mitsubishi Carisma GT Evo VI | 4:44:30.2                 | +6:25.9                   | A8 M                      | 1                         |
| 7.                          | Alister McRae             | David Senior              | Hyundai Accent WRC           | 4:47:08.3                 | +9:04.0                   | A8 M                      |                           |
| 8.                          | Bruno Thiry               | Stéphane Prévot           | Škoda Octavia WRC            | 4:51:59.3                 | +13:55.0                  | A8 M                      |                           |
| 9.                          | Olivier Gillet            | Freddy Delorme            | Mitsubishi Lancer Evo VI     | 4:54:28.2                 | +16:23.1                  | N4                        |                           |
| 10.                         | Manfred Stohl             | Ilka Petrasko             | Mitsubishi Lancer Evo VI     | 4:55:54.6                 | +17:50.3                  | N4                        |                           |
| PWRC (punktujący zawodnicy) |                           |                           |                              |                           |                           |                           |                           |
| 1. (9.)                     | Olivier Gillet            | Freddy Delorme            | Mitsubishi Lancer Evo VI     | 4:54:28.2                 | N4                        |                           | 10                        |
| 2. (10.)                    | Manfred Stohl             | Ilka Petrasko             | Mitsubishi Lancer Evo VI     | 4:55:54.6                 | +1:26.4                   | N4                        | 6                         |
| 3. (11.)                    | Gustavo Trelles           | Jorge del Buono           | Mitsubishi Lancer Evo VI     | 4:56:41.5                 | +2:13.3                   | N4                        | 4                         |
| 4. (12.)                    | Gabriel Pozzo             | Edgardo Galindo           | Mitsubishi Lancer Evo VI     | 4:57:14.9                 | +2:46.7                   | N4                        | 3                         |
| 5. (13.)                    | Marcos Ligato             | Ruben Garcia              | Mitsubishi Lancer Evo VI     | 5:01:41.2                 | +7:13.0                   | N4                        | 2                         |
| 6. (16.)                    | David Truphemus           | Pascal Saivre             | Mitsubishi Lancer Evo VI     | 5:11:23.7                 | +16:55.5                  | N4                        | 1                         |

1. ↑  Litera M przy oznaczeniu grupy do której należy samochód oznacza, iż tylko ci kierowcy zdobywali punkty dla swoich zespołów liczonych w klasyfikacji producentów na koniec sezonu.

## Zwycięzcy odcinków specjalnych
| Dzień      | Odcinek | G. rozp. | Nazwa                  | Długość | Zwycięzca         | Czas    | Lider rajdu       |
| ---------- | ------- | -------- | ---------------------- | ------- | ----------------- | ------- | ----------------- |
| 1 (19 STY) | SS1     | 10:03    | Roquesteron 1          | 22.88km | Toni Gardemeister | 20:48.9 | Toni Gardemeister |
| 1 (19 STY) | SS2     | 10:46    | Entrevaux 1            | 30.34km | Hermann Gassner   | 25:38.5 | Didier Auriol     |
| 1 (19 STY) | SS3     | 13:19    | Roquesteron 2          | 22.88km | François Delecour | 18:32.7 | Didier Auriol     |
| 1 (19 STY) | SS4     | 14:02    | Entrevaux 2            | 30.34km | Colin McRae       | 22:10.4 | Colin McRae       |
| 1 (19 STY) | SS5     | 17:03    | Comps – Castellane 1   | 20.53km | Tommi Mäkinen     | 13:45.4 | Colin McRae       |
| 1 (19 STY) | SS6     | 18:09    | Clumanc – Lambruisse 1 | 14.75km | Carlos Sainz      | 10:32.5 | Colin McRae       |
| 2 (20 STY) | SS7     | 09:53    | Turriers               | 24.12km | Tommi Mäkinen     | 17:31.1 | Colin McRae       |
| 2 (20 STY) | SS8     | 11:06    | Sisteron – Thoard 1    | 36.68km | Tommi Mäkinen     | 26:02.3 | Colin McRae       |
| 2 (20 STY) | SS9     | 13:34    | Clumanc – Lambruisse 2 | 14.75km | François Delecour | 10:25.1 | Tommi Mäkinen     |
| 2 (20 STY) | SS10    | 15:07    | Comps – Castellane 2   | 20.53km | odcinek anulowany | –       | Tommi Mäkinen     |
| 2 (20 STY) | SS11    | 18:00    | Sisteron – Thoard 2    | 36.68km | Colin McRae       | 26:22.1 | Colin McRae       |
| 3 (21 STY) | SS12    | 09:08    | Sospel – La Bollene 1  | 32.72km | Freddy Loix       | 28:19.0 | Tommi Mäkinen     |
| 3 (21 STY) | SS13    | 10:03    | Loda – Luceram 1       | 16.54km | Tommi Mäkinen     | 14:57.6 | Tommi Mäkinen     |
| 3 (21 STY) | SS14    | 12:28    | Sospel – La Bollene 2  | 32.72km | François Delecour | 26:24.6 | Tommi Mäkinen     |
| 3 (21 STY) | SS15    | 13:23    | Loda – Luceram 2       | 16.54km | Carlos Sainz      | 14:09.5 | Tommi Mäkinen     |

## Klasyfikacja po 1 rundzie
Tabele przedstawiają tylko pięć pierwszych miejsc.

### Kierowcy
| Lp. | Kierowca          | Pkt |
| --- | ----------------- | --- |
| 1   | Tommi Mäkinen     | 10  |
| 2   | Carlos Sainz      | 6   |
| 3   | François Delecour | 4   |
| 4   | Armin Schwarz     | 3   |
| 5   | Toni Gardemeister | 2   |

### Producenci
| Lp. | Producent                    | Pkt |
| --- | ---------------------------- | --- |
| 1   | Marlboro Mitsubishi Ralliart | 13  |
| 2   | Ford Martini                 | 6   |
| 3   | Škoda Motorsport             | 5   |
| 4   | Hyundai Castrol WRT          | 2   |